# Uranotaenia demeilloni
Uranotaenia demeilloni är en tvåvingeart som beskrevs av EL Peyton och Rampa Rattanarithikul 1970. Uranotaenia demeilloni ingår i släktet Uranotaenia och familjen stickmyggor. Inga underarter finns listade i Catalogue of Life.